# Franklin & Bash
Franklin & Bash é uma série de televisão americana de drama e comédia criada por Kevin Falls e Chais Bill. A série estrelada por Breckin Meyer e Mark-Paul Gosselaar como os advogados não convencionais e amigos de longa data.  A série é transmitida nos Estados Unidos no canal a cabo TNT. Ele estreou em 1 de junho de 2011. A série foi renovada para uma segunda temporada em 26 de julho de 2011. A segunda temporada terá início em 5 de junho de 2012. 